# Râul Valea Seacă, Strei
Râul Valea Seacă este un curs de apă, afluent al râului Strei. 

## Hărți
- Harta județului Hunedoara